# ISelect
Albums de David Bowie
Live Santa Monica '72
(2008) VH1 Storytellers
(2009)
iSelect ou iSelectBowie est une compilation de David Bowie sortie en 2008.

## Histoire
Les douze titres figurant sur la compilation ont été personnellement choisis par David Bowie. Elle paraît le 29 juin 2008 en supplément gratuit au magazine britannique The Mail on Sunday, qui propose également des commentaires du chanteur sur chacune des chansons. Au mois de septembre, EMI réédite cette compilation de manière conventionnelle, en reprenant les commentaires de Bowie dans le livret.
Les chansons retenues par Bowie ne comptent pas parmi ses plus grands succès, avec seulement deux singles dans le lot, Life on Mars? et Loving the Alien. Deux d'entre elles sont des raretés : Some Are est une chute des séances de Low (1977) qui n'était jusqu'alors disponible que dans la réédition CD de 1991 de l'album, tandis que le single de 1987 Time Will Crawl figure dans une version remixée pour l'occasion par Mario J. McNulty,.
En 2015, Parlophone publie une édition limitée de iSelect en vinyle rouge à l'occasion de l'ouverture de l'exposition David Bowie Is à la Philharmonie de Paris.

## Chansons
Toutes les chansons sont écrites et composées par David Bowie, sauf Some Are et Fantastic Voyage, coécrites avec Brian Eno.
| No  | Titre                                           | Album                                    | Durée |
| --- | ----------------------------------------------- | ---------------------------------------- | ----- |
| 1.  | Life on Mars?                                   | Hunky Dory (1971)                        | 3:49  |
| 2.  | Sweet Thing / Candidate / Sweet Thing (reprise) | Diamond Dogs (1974)                      | 8:47  |
| 3.  | The Bewlay Brothers                             | Hunky Dory (1971)                        | 5:23  |
| 4.  | Lady Grinning Soul                              | Aladdin Sane (1973)                      | 3:51  |
| 5.  | Win                                             | Young Americans (1975)                   | 4:44  |
| 6.  | Some Are                                        | réédition CD de Low (1991)               | 3:13  |
| 7.  | Teenage Wildlife                                | Scary Monsters (and Super Creeps) (1980) | 6:51  |
| 8.  | Repetition                                      | Lodger (1979)                            | 3:01  |
| 9.  | Fantastic Voyage                                | Lodger (1979)                            | 2:54  |
| 10. | Loving the Alien                                | Tonight (1984)                           | 7:08  |
| 11. | Time Will Crawl (MM Remix)                      | Never Let Me Down (1987)                 | 4:54  |
| 12. | Hang On to Yourself (Live)                      | Live Santa Monica '72 (2008)             | 3:06  |